# Ska Keller

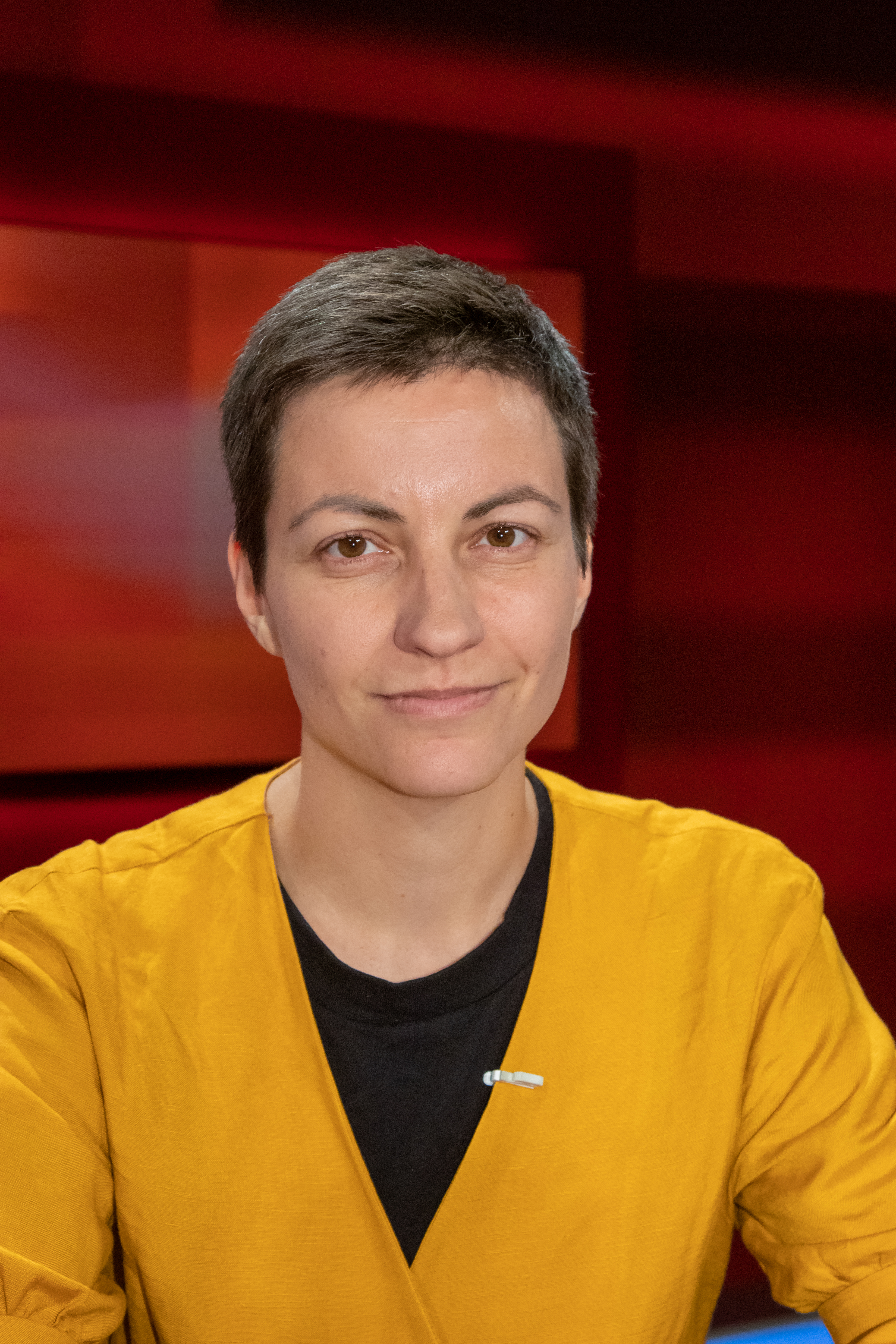
Ska Keller (2019)

Franziska Maria „Ska“ Keller (* 22. November 1981 in Wilhelm-Pieck-Stadt Guben, DDR) ist eine ehemalige deutsche Politikerin (Bündnis 90/Die Grünen). Keller wurde erstmals bei der Europawahl 2009 ins Europäische Parlament gewählt. Bei den Europawahlen 2014 und 2019 wurde sie wiedergewählt, bei beiden Wahlen trat sie als Co-Spitzenkandidatin für die Europäische Grüne Partei an, bei der Wahl 2019 auch als Spitzenkandidatin von Bündnis 90/Die Grünen. Im Europäischen Parlament war sie Teil der Fraktion Die Grünen/EFA, der sie gemeinsam mit Philippe Lamberts von 2016 bis 2022 vorsaß. Sie gehörte dem Europaparlament bis 2024 an.

## Leben
Franziska „Ska“ Keller wurde 1981 in Wilhelm-Pieck-Stadt Guben im Bezirk Cottbus geboren. Ihr Vater war Arzt. Sie wuchs in der Grenzregion auf und als Jugendliche engagierte sie sich gegen Rechtsextremisten in der Stadt in einer Antifa-Gruppe.
Ska Keller studierte Islamwissenschaft, Turkologie und Judaistik an der Freien Universität Berlin und der privaten Sabancı-Universität in Istanbul und schloss ihr Studium 2010 als Magistra ab. Keller ist mit dem Finnlandschweden Markus Drake verheiratet, mit dem sie in Brüssel lebt.

## Politik

### Engagement bei den Brandenburger Grünen
Ab 2001 war Keller Mitglied der Grünen Jugend und von 2002 bis 2004 Beisitzerin in deren Bundesvorstand. Von 2005 bis 2007 war sie Sprecherin der Federation of Young European Greens.

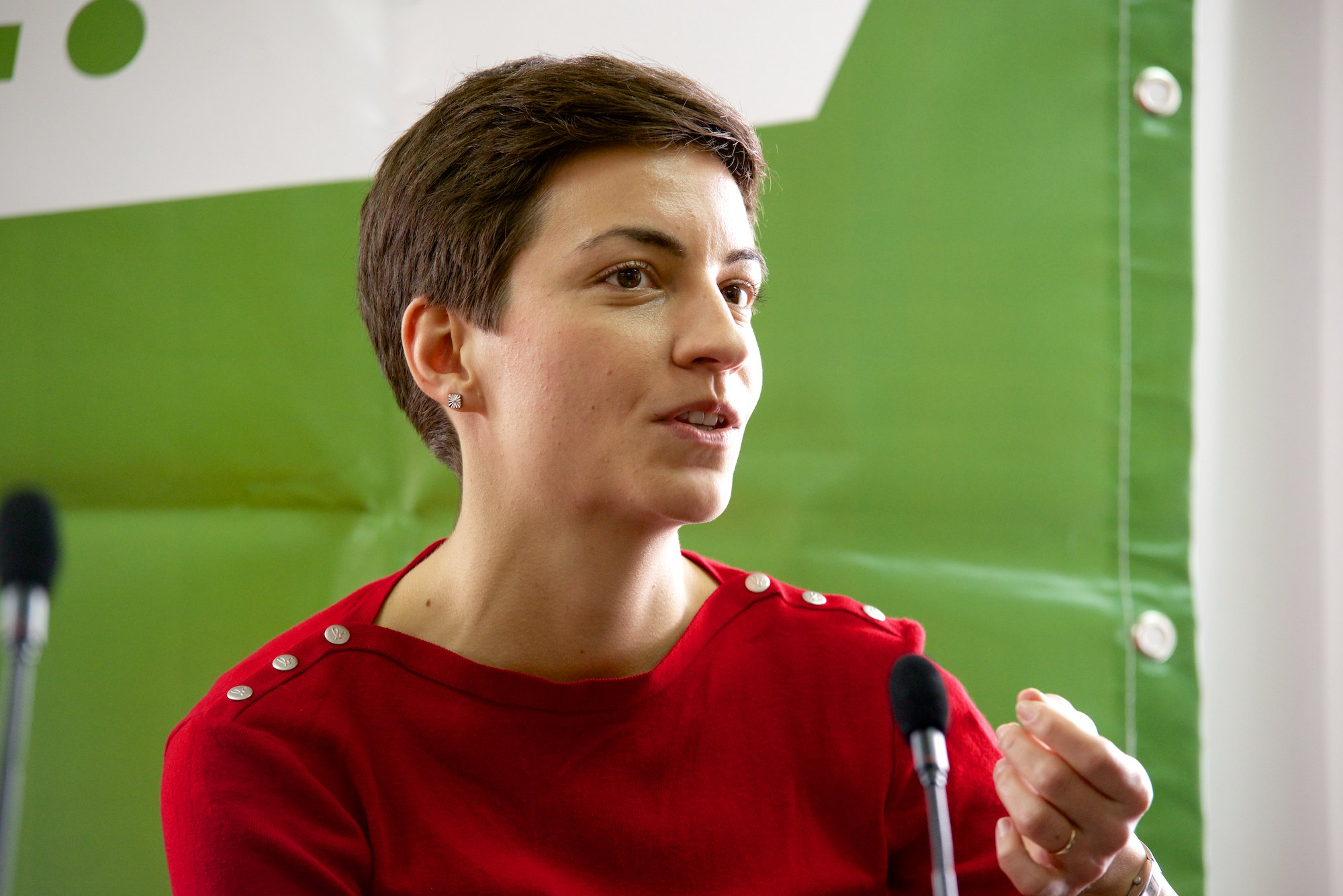
2009 wurde Keller erstmals ins Europaparlament gewählt.

2002 trat sie der Partei Bündnis 90/Die Grünen bei und war seit 2005 Mitglied im Vorstand des Landesverbandes Brandenburg der Grünen. Von 2005 bis 2009 war sie Geschäftsführerin des Grünen-Kreisverbandes Spree-Neiße. Von November 2007 bis 2009 waren Axel Vogel und sie gleichberechtigte Vorstandssprecher des Landesverbandes Brandenburg. In diesem Amt engagierte sie sich besonders für ein landesweites Volksbegehren gegen neue Tagebaue in Brandenburg, das gemeinsam von Parteien und Umweltverbänden initiiert wurde.

### Wahl ins Europäische Parlament 2009
Bei der Europawahl 2009 wurde Ska Keller erstmals ins Europäische Parlament gewählt. Sie trat der Fraktion Die Grünen/EFA bei, für die sie in der 7. Legislatur (2009–2014) Mitglied im Entwicklungsausschuss (2009–2012) und im Ausschuss für internationalen Handel (2012–2014) war. Des Weiteren war Keller stellvertretendes Mitglied im Ausschuss für bürgerliche Freiheiten, Justiz und Inneres (2009–2014).

### Aufstieg im Europäischen Parlament

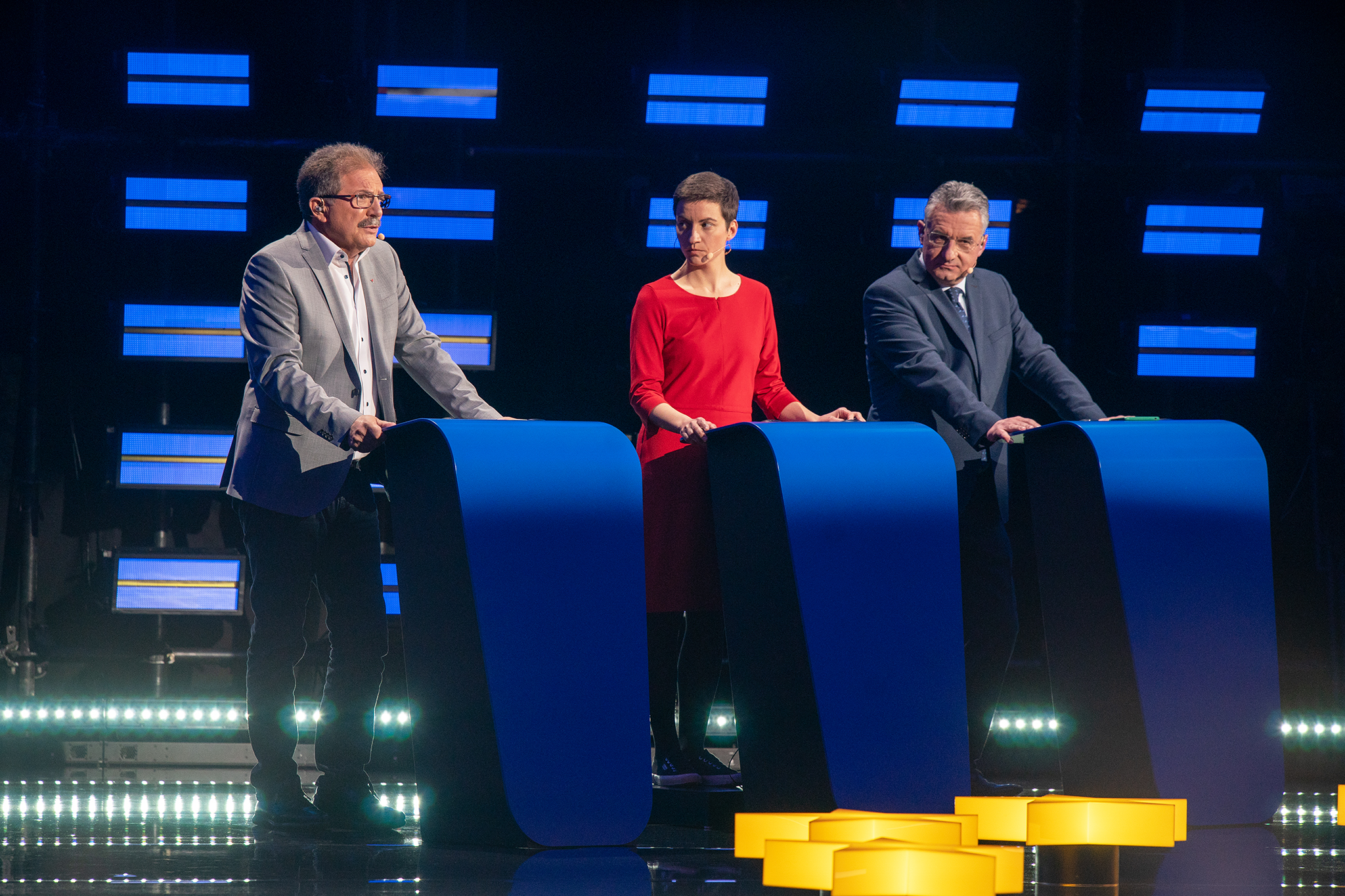
Bei der Europawahl 2019 trat Keller als eine der beiden Spitzenkandidaten der Europäischen Grünen an. Im Bild eine der Diskussionsrunden der Spitzenkandidaten, links von ihr Nico Cué (EL), rechts von ihr Jan Zahradil (EKR)

Bei der Europawahl 2014 bestimmte die Europäische Grüne Partei ihre Spitzenkandidaten erstmals mittels einer für alle offenen europaweiten Vorwahl im Internet, an der sich knapp 23.000 Menschen beteiligten. Keller konnte die Vorwahl gemeinsam mit dem französischen Grünen José Bové für sich entscheiden. Auf der Bundesliste von Bündnis 90/Die Grünen für die Europawahl wurde Keller jedoch nur auf Platz 3 nominiert. Spitzenkandidatin war Rebecca Harms, die Keller in der europaweiten Vorwahl noch unterlegen war. In der 8. Legislatur war Keller Mitglied im Ausschuss für internationalen Handel (2014–2017) sowie stellvertretendes Mitglied im Ausschuss für bürgerliche Freiheiten, Justiz und Inneres (2014–2019). Zum Anfang der Legislatur wählte die Fraktionsmitglieder der Grünen/EFA Keller zur stellvertretenden Vorsitzenden. Zur Hälfte der Legislatur, im Dezember 2016, übernahm Keller den Co-Fraktionsvorsitz von Rebecca Harms. Keller führte die Fraktion bis September 2022 gemeinsam mit Philippe Lamberts.

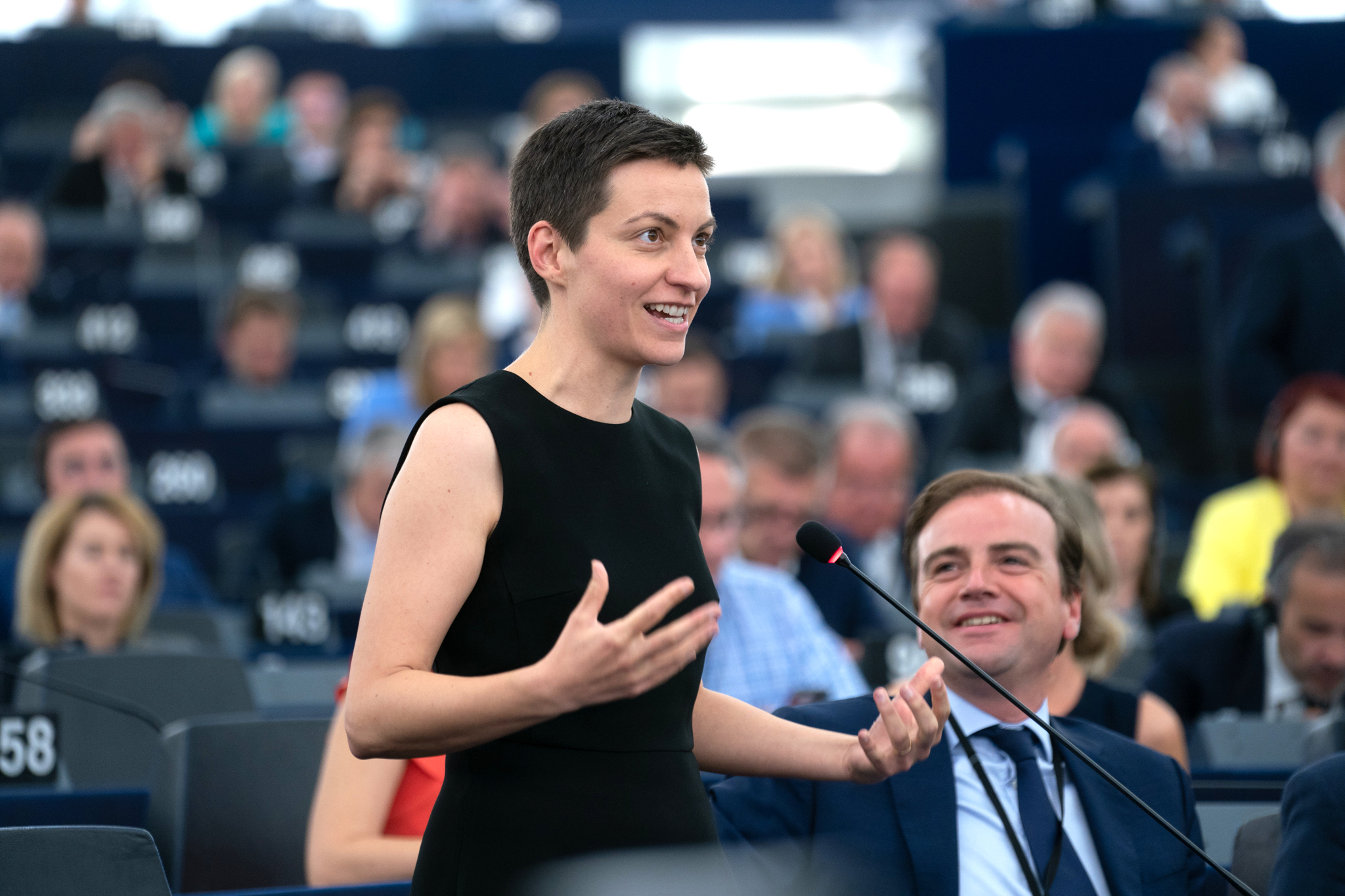
Ska Keller bei Konstituierung des 9. Europäischen Parlaments am 3. Juli 2019

Für die Europawahl 2019 kandidierte Ska Keller im November 2018 auf dem Parteitag der Europäischen Grünen in Berlin für die Spitzenkandidatur der Partei. Keller setzte sich in der Vorwahl gegen die Belgierin Petra De Sutter durch und führte zusammen mit dem Niederländer Bas Eickhout den Europawahlkampf an. Auch ihre deutsche Partei, Bündnis 90/Die Grünen, wählte sie im November 2018 auf den ersten Listenplatz der Europawahlliste. Sowohl ihre Partei als auch die Europäischen Grünen insgesamt gewannen deutlich bei der Wahl, so dass Die Grünen/EFA zur viertstärksten Fraktion des Europäischen Parlaments wurde.
Aufgrund der starken Gewinne der Partei und dem Anwachsen der Fraktion (und dem Stimmenverlust der Fraktionen der Europäischen Volkspartei wie der Sozialisten), spielten die Grünen und mit ihnen Ska Keller bereits im Vorfeld der Konstituierung des Europäischen Parlaments eine größere Rolle als zuvor. Bei der Konstituierung selbst kandidierte Keller für das Amt der Parlamentspräsidentin, um dem vom Europäischen Rat vorgeschlagenen Personaltableau, das dem Prinzip der Europäischen Spitzenkandidaten zuwiderlief, zu widersprechen. Keller konnte sich jedoch nicht gegen den italienischen Sozialdemokraten David Sassoli durchsetzen.
Am 14. September 2022 trat sie nach fast sechs Jahren an der Fraktionsspitze von diesem Amt zurück. Am 12. Oktober 2022 wurde Terry Reintke zu ihrer Nachfolgerin gewählt. Bis dahin wurde die Fraktion von Lamberts allein geleitet.
Zudem war sie in der 9. Legislaturperiode (2019–2024) stellvertretendes Mitglied im Fischereiausschuss und im Umweltausschuss.
Zur Europawahl 2024 trat Keller nicht an.